# 15.ª edición de los Premios Grammy
La 15.ª edición de los Premios Grammy se celebró el 3 de marzo de 1973 en el Tennessee Theater de Nashville, Tennessee, en reconocimiento a los logros discográficos alcanzados por los artistas musicales durante el año anterior. El evento fue presentado por Andy Williams y fue televisado en Estados Unidos por CBS que ha sido el canal por el que se han seguido emitiendo estos premios desde entonces.

## Ganadores

### Generales
- Grabación del año
  - Joel Dorn (productor); Roberta Flack (intérprete) por "The First Time Ever I Saw Your Face"
- Álbum del año
  - Phil Spector (productor), George Harrison (productor e intérprete), Eric Clapton, Bob Dylan, Billy Preston, Leon Russell, Ravi Shankar, Ringo Starr & Klaus Voormann por The Concert for Bangla Desh
- Canción del año
  - Ewan MacColl (compositor); Roberta Flack (intérprete) por "The First Time Ever I Saw Your Face"
- Mejor artista novel
  - America

### Clásica
- Mejor interpretación clásica - Orquesta
  - Georg Solti (director) & Chicago Symphony Orchestra por Mahler: Sinfonía n.º 7
- Mejor interpretación vocal solista
  - Dietrich Fischer-Dieskau por Brahms: Die schöne Magelone
- Mejor grabación de ópera
  - Erik Smith (productor), Colin Davis (director), BBC Symphony Orchestra & varios artistas por Berlioz: Benvenuto Cellini
- Mejor interpretación coral (que no sea ópera)
  - David Harvey (productor), Georg Solti (director), Niños Cantores de Viena, Wiener Singverein, Ópera Estatal de Viena, Sinfónica de Chicago & varios artistas por Mahler: Sinfonía n.º 8 'Sinfonía de los mil'
- Mejor interpretación clásica - Solista o solistas instrumentales (con orquesta)
  - Eugene Ormandy (director), Arthur Rubinstein & Philadelphia Orchestra por Brahms: Concierto para piano n.º 2
- Mejor interpretación clásica - Solista o solistas instrumentales (sin orquesta)
  - Vladimir Horowitz por Horowitz Plays Chopin
- Mejor interpretación de música de cámara
  - Julian Bream & John Christopher Williams por Julian and John (Works by Lawes, Carulli, Albéniz, Granados)
- Álbum del año - Clásica
  - David Harvey (productor), Georg Solti (director), Niños Cantores de Viena, Wiener Singverein, Ópera Estatal de Viena, Sinfónica de Chicago & varios artistas por Mahler: Sinfonía n.º 8 'Sinfonía de los mil'

### Comedia
- Mejor interpretación de comedia
  - George Carlin por FM and AM

### Composición y arreglos
- Mejor tema instrumental
  - Michel Legrand (compositor) por Brian's Song
- Mejor banda sonora original de película o especial de televisión
  - Nino Rota (compositor) por The Godfather
- Mejor arreglo instrumental
  - Don Ellis (arreglista); Don Ellis Big Band (intérpretes) por "Theme From The French Connection"
- Mejor arreglo de acompañamiento para vocalista(s)
  - Michel Legrand (arreglista); Sarah Vaughan (intérprete) por "What Are You Doing the Rest of Your Life?"

### Country
- Mejor interpretación vocal country, femenina
  - Donna Fargo por "Happiest Girl in the Whole USA"
- Mejor interpretación vocal country, masculina
  - Charley Pride por Charley Pride Sings Heart Songs
- Mejor interpretación country, duo o grupo - vocal o instrumental
  - The Statler Brothers por "Class of '57"
- Mejor interpretación instrumental country
  - Charlie McCoy por Charlie McCoy/The Real McCoy
- Mejor canción country
  - Ben Peters (compositor); Charley Pride (intérprete) por "Kiss an Angel Good Morning"

### Espectáculo musical
- Mejor álbum de espectáculo con reparto original
  - Micki Grant (compositor), Jerry Ragovoy (productor) & el elenco original (Alex Bradford, Hope Clarke & Bobby Hill) por Don't Bother Me, I Can't Cope

### Folk
- Mejor grabación étnica o tradicional
  - Muddy Waters por The London Muddy Waters Session

### Gospel
- Mejor interpretación gospel (que no sea gospel soul)
  - The Blackwood Brothers por L-O-V-E
- Mejor interpretación gospel soul
  - Aretha Franklin por "Amazing Grace"
- Mejor interpretación inspiracional
  - Elvis Presley por He Touched Me

### Hablado
- Mejor grabación hablada
  - Bruce Botnick (productor) & el elenco original por Lenny

### Infantil
- Mejor grabación para niños
  - Christopher Cerf, Lee Chamberlin & Joe Raposo (productores); Bill Cosby & Rita Moreno por The Electric Company

### Jazz
- Mejor interpretación jazz de solista
  - Gary Burton por "Alone at Last"
- Mejor interpretación jazz de grupo
  - Freddie Hubbard por "First Light"
- Mejor interpretación jazz de big band
  - Duke Ellington por "Toga Brava Suite"